# کارزار شرق آفریقا

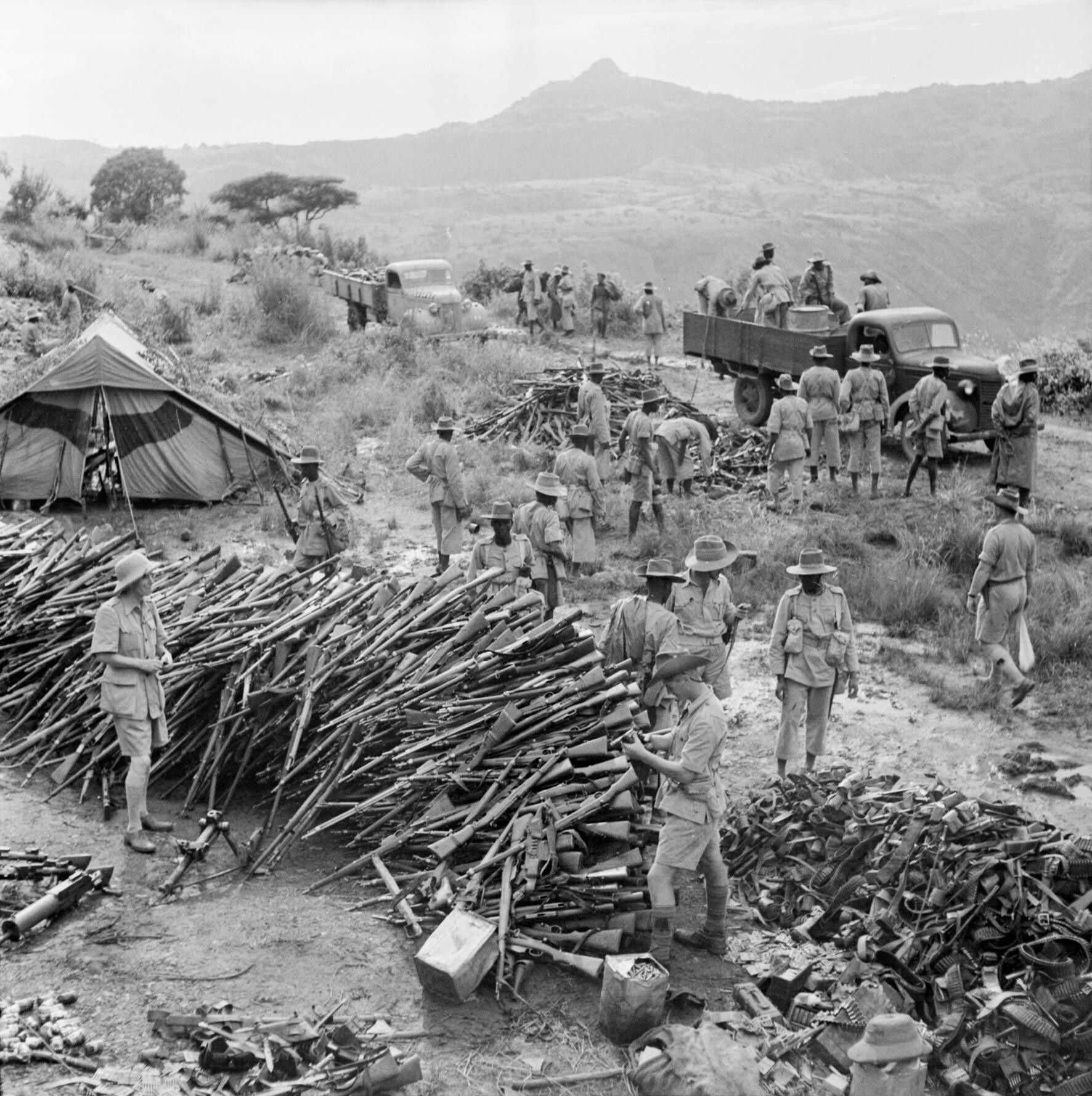
عملیات آفریقای شرقی

عملیات آفریقای شرقی (که به عنوان عملیات ابسیسین نیز معروف است) نام نبرد در شرق آفریقا در طی جنگ جهانی دوم توسط نیروهای متفقین که شامل نیروهایی از امپراتوری بریتانیا، علیه نیروهای محور، بخصوص ایتالیا از آفریقای شرقی ایتالیا، می‌باشد. عملیات در طی بازه زمانی ژوئن ۱۹۴۰ تا سپتامبر ۱۹۴۳ روی داده است.
همچنین نیروهایی از فرماندهی انگلیس در خاورمیانه ، شامل واحدهایی از انگلستان و مستعمرات آفریقای شرقی انگلیس، سومالی، آفریقای غربی انگلیس، امپراتوری هند، رودزیای شمالی، نیوزلند، فلسطین، آفریقای جنوبی، رودزیای جنوبی و سودان در این کارزار مشارکت نمودند. چریک‌های اتیوپی امپریالیستی، فرانسه آزاد و نیروهای بلژیکی نیز در عملیات فوق حضور به هم رساندند.